# Côme Takeya Sozaburō
Côme Takeya Sozaburō (コメス竹屋長兵衛), né en Corée et exécuté le 18 novembre 1619 à Nagasaki (Japon), est un laïc catholique japonais d'origine coréenne, membre du Tiers-Ordre franciscain, victime de la persécution anti-catholique au Japon.

## Sa vie et son martyre
D'après certaines sources, Côme Takeya Sozaburō est forgeron de profession. Chrétien, il est comme sa femme catéchiste. Lui et sa femme sont touchés par le témoignage de missionnaires franciscains. Ils décident alors de faire partie du Tiers-Ordre franciscain. En octobre 1618, et cela malgré l'interdit, Côme Takeya Sozaburō et son épouse donnent refuge dans leur maison aux missionnaires Ange Orsucci et Jean Martínez Cid.
Probablement dénoncé, il est arrêté et emprisonné le 13 décembre 1618. Il reste de longs mois en prison avant d'être lui aussi condamné à mort. Il est brûlé vif le 18 novembre 1619 sur la colline de Nishizaka à Nagasaki. Sa femme, Inès Takeya, est décapitée en 1622 et leur fils François (alors âgé de 12 ans) exécuté le lendemain.

## Vénération
Côme Takeya Sozaburō a été canonisé avec 25 autres martyrs le 8 juin 1862 par Pie IX. Le jour de sa mémoire est fixé au 6 février (Il appartient au groupe dit des 26 premiers martyrs japonais).